# Oceania Sevens Femenino 2007
El Oceania Sevens Femenino de 2007 fue la primera edición del torneo de rugby 7 femenino de Oceanía. Se disputó del 1 al 2 de diciembre en Port Moresby, Papúa Nueva Guinea.

## Fase de grupos

### Grupo A
| Equipo             | Encuentros | Encuentros | Encuentros | Encuentros | Puntos |
| Equipo             | jugados    | ganados    | empatados  | perdidos   | Puntos |
| ------------------ | ---------- | ---------- | ---------- | ---------- | ------ |
| Fiyi               | 3          | 3          | 0          | 0          | 9      |
| Samoa              | 3          | 1          | 1          | 1          | 6      |
| Papúa Nueva Guinea | 3          | 1          | 1          | 1          | 6      |
| Niue               | 3          | 0          | 0          | 3          | 3      |

## Fase Final

### Tercer puesto
| 2 de diciembre | Papúa Nueva Guinea | 38 - 0 | Niue |  |  |

### Final
| 2 de diciembre | Fiyi | 31 - 5 | Samoa |  |  |

| Bandera de Fiyi |
| Campeón Fiyi    |
| 1.er título     |